# Municipio de Salvador Escalante
El municipio de Salvador Escalante es uno de los 113 municipios en que se encuentra dividido para su régimen interior el estado mexicano de Michoacán de Ocampo. Su cabecera es la población de Santa Clara del Cobre y se encuentra localizado en el centro del estado.

## Geografía
Salvador Escalante se ubica en el centro del estado de Michoacán, en la denominada como Meseta Purépecha. Tiene una extensión territorial total de 489.326 km², que representan el 0.83% de la extensión total del estado. Tiene como coordenadas geográficas extremas 19° 17' - 19° 30' de latitud norte y 101° 30' - 101° 51' de longitud oeste, y su altitud fluctúa entre un máximo de 3 000 y un mínimo de 1 300 metros sobre el nivel del mar.
Limita al este con el municipio de municipio de Tacámbaro, al noroeste con el municipio de Tingambato, al norte con el municipio de Pátzcuaro, al oeste con los municipios de Taretan y Ziracuaretiro, y al sur con el municipio de Ario.
Junto con los municipios de Erongarícuaro, Huiramba, Lagunillas, Pátzcuaro, Quiroga y Tzintzuntzan integra la Región 7. Pátzcuaro Zirahuén.

## Demografía
La población total del municipio de Salvador Escalante es de 49 896 habitantes, lo que representa un crecimiento promedio de 1% anual en el período 2010-2020 sobre la base de los 45 217 habitantes registrados en el censo anterior. Al año 2020 la densidad del municipio era de 102,3 hab/km².
| Gráfica de evolución demográfica de Municipio de Salvador Escalante entre 2000 y 2020 |
|                                                                                       |
| Fuente: Instituto Nacional de Estadística Geografía e Informática                     |

En el año 2010 estaba clasificado como un municipio de grado medio de vulnerabilidad social, con el 28.41% de su población en estado de pobreza extrema.
La población del municipio está mayoritariamente alfabetizada (14.71% de personas mayores de 15 años analfabetas al año 2010) con un grado de escolarización algo inferior a los 6 años. Solo el 0.34% de la población se reconoce como indígena.
El 96.55% de la población profesa la religión católica. El 2.03% adhiere a las iglesias Protestantes, Evangélicas y Bíblicas.

### Localidades
En el censo de 2020 el municipio de Salvador Escalante contaba con 81 localidades.
| Código INEGI      | Localidad             | Población (2020) |
| ----------------- | --------------------- | ---------------- |
| 160790001         | Santa Clara del Cobre | 16 748           |
| 160790045         | Opopeo                | 11 304           |
| 160790075         | Zirahuén              | 3 263            |
| 160790058         | San Gregorio          | 1 543            |
| 160790048         | Paramuén              | 1 432            |
| 160790036         | Iztaro                | 1 372            |
| 160790023         | Chapa Nuevo           | 1 349            |
| Otras localidades | Otras localidades     | 12 885           |
| Total municipal   | Total municipal       | 49 896           |

## Economía
Las principales actividades económicas de la población se desarrollan en el sector primario, (agricultura, ganadería, explotación forestal, pesca y caza) y en segundo lugar en el sector secundario, (producción de bienes manufacturados). Como complemento de la actividad primaria, algunas localidades del municipio se caracterizan por producciones específicas, como los objetos artesanales de cobre en Santa Clara del Cobre, la fabricación de muebles de madera en Opopeo o las artesanías en Zirahuén.
El principal producto agrícola del municipio es el aguacate Hass. En 2010 se destinaron a este cultivo 11 605 ha (116.05 km²). Las siguientes producciones fueron cultivos de frijol (80 ha. variedad «sol de mayo») y zarzamora (57 ha.).
Según el número de unidades productivas activas, los sectores económicos más dinámicos según el censo económico de 2019, son el comercio minorista, la producción de bienes manufacturados y en menor medida los servicios vinculados al alojamiento temporal y la elaboración de alimentos y bebidas.

## Política
El gobierno del municipio de Salvador Escalante le corresponde a su ayuntamiento, el cual está integrado por el presidente municipal, un síndico y el cabildo conformado por siete regidores, cuatro electos por mayoría relativa y tres por el principio de representación proporcional. Todos son electos mediante voto universal, directo y secreto para un periodo de cuatro años con posibilidad de ser reelectos por un único periodo inmediato.

### Representación legislativa
Para la elección de diputados locales al Congreso de Michoacán y de diputados federales a la Cámara de Diputados federal, el municipio de Salvador Escalante se encuentra integrado en los siguientes distritos electorales:
Local:
- Distrito electoral local de 15 de Michoacán con cabecera en Pátzcuaro.[15]

Federal:
- Distrito electoral federal 11 de Michoacán con cabecera en Pátzcuaro.[16]